# بورگس مدل اچ
Model H (به انگلیسی: Burgess_Model_H) یک هواگرد ملخ‌پیشین تک‌موتوره از نوع هواگرد آموزشی ساخت شرکت Burgess است. هواگرد Model H نخستین پروازش را در ۱۹۱۲ میلادی انجام داد. در مجموع، تعداد ۷ فروند از این هواگرد ساخته شده‌است.